# Bennarellini
Los bennarelinos (Bennarellini) son una tribu de insectos hemípteros del suborden Archaeorrhyncha. 

## Géneros
Tiene los siguientes géneros.
- Amazobenna - Bennarella - Noabennarella.[1]